# Dead or Alive 5 Ultimate
Dead or Alive 5 Ultimate est un jeu de combat développé par la Team Ninja et édité par Koei Tecmo pour la PlayStation 3 et la Xbox 360. Les versions consoles sont publiées en Amérique du Nord le 3 septembre 2013, le 5 septembre 2013 au Japon, et en Europe le 6 septembre 2013,. Le jeu est porté en fin d'année 2013 sur borne d'arcade le 24 décembre au Japon,. La version arcade ajoute Marie Rose comme nouveau personnage, puis plus tard disponible pour les versions consoles en DLC,.
Une version free-to-play du jeu a été publiée via le PlayStation Store, intitulée Dead or Alive 5 Ultimate: Core Fighters. Le jeu de base se compose de quatre personnages : Ayane, Kasumi,  Ryu Hayabusa et Hayate. Tous les modes sont également accessibles à cette version hormis le mode histoire.
Dead or Alive 5 Ultimate  comporte 29 combattants et inclut 5 nouveaux personnages dans le casting ainsi que de nouveaux stages et modes. Parmi les nouveaux personnages, Ein et Léon marquent leur retour mais le casting est mis en avant avec des personnages invités d'autres séries de jeux de combat, notamment avec l'arrivée de Jacky Bryant de la série Virtua Fighter mais également des personnages de la série Ninja Gaiden, Momiji et Rachel. Trois autres personnages sont inclus au cours de l'année suivante en tant que contenu téléchargeable, portant le nombre de personnages au total de 32.

## Nouveaux personnages
Cinq nouveaux personnages ont été ajoutés pour Dead or Alive 5 Ultimate : 
- Ein (provenant de Dead or Alive 2)
- Léon (provenant de Dead or Alive 2)
- Jacky Bryant (provenant de Virtua Fighter)
- Momiji (provenant de Ninja Gaiden)
- Rachel (provenant de Ninja Gaiden)

Trois personnages sont proposés l'année suivante en 2014 en DLC pour les versions consoles : 
- Marie Rose (DLC : mars 2014)
- Phase-4 (DLC : juin 2014)
- Nyotengu (DLC : septembre 2014)